# Rudolf Kalvach
Rudolf Kalvach (* 22. Dezember 1883 in Wien; † 14. März 1932 in Kosmonosy, Tschechische Republik) war ein österreichischer Grafiker.

## Leben und Werk
Am 22. Dezember 1883 kam Rudolf Kalvach als wahrscheinlich zweites von sieben Kindern des Ehepaares Peter Kalvach und Adelheid Sofie, geb. Kögl, in Wien zur Welt. Im Oktober 1900 trat Rudolf Kalvach als ordentlicher Schüler in die Kunstgewerbeschule des k. k. Österreichischen Museums für Kunst und Industrie ein. Kalvach besuchte zunächst die Figurale Abteilung der Vorbereitungsschule bei Alfred Roller. Nach Absolvierung der Allgemeinen Abteilung an der Kunstgewerbeschule setzte Kalvach sein Studium in der Fachschule für Malerei bei Felician von Myrbach fort, der ab März 1904 von Kolo Moser vertreten wurde. Ab 1904/05 leistete er Militärdienst als Einjährig-Freiwilliger in der österreichisch-ungarischen Armee 1905/06 setzte Kalvach sein Studium in der Fachschule für Malen und Zeichnen fort, die nun von Carl Otto Czeschka geleitet wurde.
1906 und 1907 erfolgte der künstlerische Durchbruch für Rudolf Kalvach. Im Dezember 1906 nahm Kalvach an der Gruppenausstellung Die Jungen in der Wiener Galerie Miethke teil. Nach Kalvachs Entwürfen wurden 21 Postkarten und drei Bilderbögen der Wiener Werkstätte gedruckt. Beginn der insgesamt 16-teiligen Holzschnittserie Triester Hafenleben.
An der Wiener Kunstgewerbeschule studierte er zuletzt bei Berthold Löffler. Im Juni 1908 absolvierte Rudolf Kalvach sein Studium.
Am 21. April 1908 heirateten Rudolf Kalvach und Marie Klarer in Triest, wo vier Tage später ihre Tochter Olga zur Welt kam. Da Kalvachs Familie in Triest lebte, pendelte der Künstler regelmäßig zwischen Wien und der damals österreichischen Hafenstadt.
Für die Kunstschau 1908 in Wien entwarf Rudolf Kalvach sein berühmtes Plakat. 1909/10 belegte Kalvach bis 1912 als Hospitant an der Kunstgewerbeschule den Sonderkurs für Emailarbeiten bei Adele von Stark. Am 1. September 1909 wurde Sohn Enrico in Triest geboren, starb aber bereits im ersten Lebensjahr. Im Dezember 1909 war Kalvach in der ersten Ausstellung der Neukunstgruppe im Wiener Salon Pisko und im Jänner 1910 auf der zweiten Ausstellung der Neukunstgruppe im Klub Deutscher Künstlerinnen in Prag vertreten.

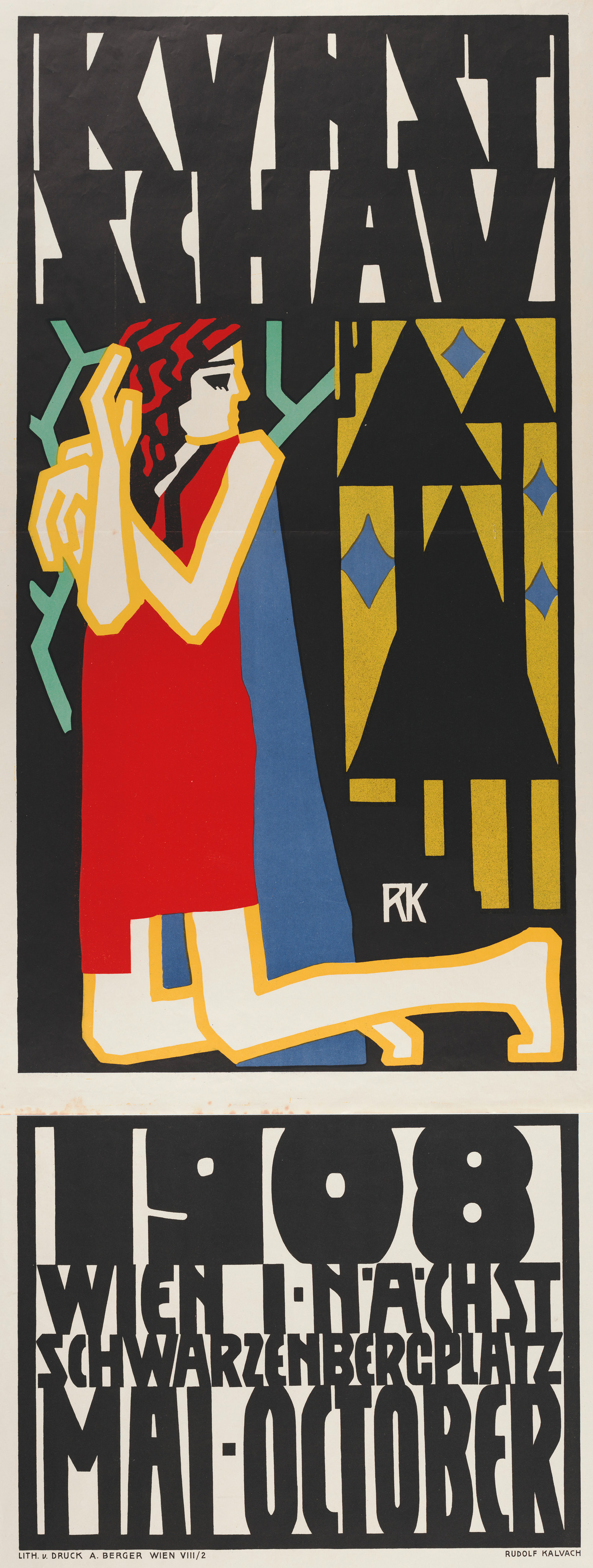
Plakat zur Kunstschau 1908

Am 22. Dezember 1910 wurde Tochter Elena in Wien geboren.
In der Wiener Werkstätte wurden Emailarbeiten von Kalvach von Josef Hoffmann und Eduard Wimmer-Wisgrill als Dekor für Dosen und Kassetten sowie für Schmuckstücke verwendet. Im Sommer 1911 unternahm Kalvach eine Studienreise nach Nordeuropa, finanziert von der Albert Freiherr von Rothschild’schen Jubiläumsstiftung. Im Mai 1912 erkrankte er an katatoner Schizophrenie und wurde in die psychiatrische Anstalt Am Steinhof in Wien eingeliefert. Am 7. Dezember wurde Tochter Carlotta in Triest geboren.
In der Wiener Galerie Miethke wurden von April bis Mai 1913 Werke von Rudolf Kalvach sowie von Hilde Exner und Nora von Zumbusch, geb. Exner, gezeigt.
Am 19. September 1915 wurde Rudolf Kalvach aus der psychiatrischen Anstalt entlassen. In den folgenden Jahren war es ihm wieder möglich, künstlerisch zu arbeiten. 1916 war er als Mitglied des Österreichischen Werkbundes mit Wohnadresse in Triest verzeichnet. Am 16. Oktober wurde Tochter Eleonora in Triest geboren.
Kalvach wurde 1917 in Königgrätz zum Kriegsdienst einberufen, aber bereits nach drei Tagen wieder entlassen. Im September nahm er an der Österreichischen Kunstausstellung in der Liljevalchs konsthall in Stockholm teil.
Im März 1918 wurden Holzschnitte von Kalvach auf der von Egon Schiele organisierten 49. Ausstellung der Wiener Secession ausgestellt. Am 28. November erblickte Tochter Maria in Triest das Licht der Welt. 1920 versuchte Kalvach ohne großen Erfolg, im Auftrag der Glasmanufaktur Lobmeyr im böhmischen Stein-Schönau deckende Emailauflagen auf Glas herzustellen. Aufgrund Kalvachs Heimatszuständigkeit nach Reichenau in Böhmen wurde er zum tschechoslowakischen Staatsbürger erklärt. Am 18. Juli wurde Tochter Margherita in Triest geboren.
Im April 1921 wurde Kalvach wieder in die psychiatrische Anstalt Steinhof eingewiesen. Nach fünf Jahren in Steinhof wurde der Künstler in die psychiatrische Klinik in Kosmonosy (Kosmanos) in der heutigen Tschechischen Republik verlegt. Grund dafür war seine tschechische Staatsangehörigkeit. Kalvachs Vater war von Beruf Lokomotivführer bei der Südbahn-Gesellschaft und stammte aus Reichenau an der Knieschna, unweit von Königgrätz/Hradec Králové, im nordöstlichen Böhmen.
Am 14. März 1932 starb Rudolf Kalvach an Tuberkulose in Kosmonosy (Kosmanos) und wurde auf dem örtlichen Friedhof begraben. Das Grab ist nicht erhalten. Im Eingangsbereich des Verwaltungsgebäudes des heutigen Psychiatrická Léčebna Kosmonosy erinnert eine Gedenktafel an ihn.

## Posthume Ausstellungen
Das Leopold Museum Wien zeigte 2012 erstmals das vollständige Werk Rudolf Kalvachs in der Sonderausstellung Fantastisch! Rudolf Kalvach. Wien und Triest um 1900 (von 7. Juni bis 10. September 2012).
Die Galerie bei der Albertina – Zetter widmete dem Künstler im Oktober und November 2018 eine breitgefächerte Einzelausstellung mit dem Titel Rudolf Kalvach, Genie und Wahnsinn.